# Acid Drop
Acid Drop é um jogo eletrônico desenvolvido pela Salu Ltd. para o console Atari 2600. Lançado em 1992, foi o último jogo comercialmente produzido para o console.

## Jogabilidade
O jogo é similar a Columns, no qual o jogador controla os blocos que caem da parte superior da tela, com o objetivo de unir três ou mais blocos de mesma cor vertical ou horizontalmente. À cada 10.000 pontos, um bloco especial (o Acid Drop) aparecerá, removendo três colunas de blocos, e marca o início do próximo nível.
A trilha sonora que acompanha o jogo é Für Elise, de Ludwig van Beethoven. Acid Drop possui trinta modos de dificuldade.